# Conseil du loisir scientifique
Pour les articles homonymes, voir CLS.
Les conseils du loisir scientifique (CLS) sont des organismes sans but lucratif qui œuvrent à la diffusion, à la vulgarisation et à la promotion de la science et de la technologie. Il en existe neuf (9) au Québec.

## Liste des conseils du loisir scientifique
- CLS de l’Est du Québec
- CLS Saguenay–Lac-Saint-Jean
- CLS de Québec - Boîte à science
- CLS de la Mauricie, Centre-du-Québec
- CLS de l'Estrie
- CLS de la région Métropolitaine (Lanaudière, Laurentides, Laval, Montérégie, Montréal)
- CLS de l'Outaouais
- CLS de l'Abitibi-Témiscamingue
- CLS Nord-Côtier

Avec le Conseil de développement du loisir scientifique, ils forment ensemble le réseau CDLS-CLS. Dans toutes les régions du Québec, les partenaires du Réseau CDLS-CLS réalisent les Expo-sciences, le Défi génie inventif, le Défi apprenti génie, et coordonnent les activités d’animation du Club des Débrouillards. Des projets propres aux différentes régions sont aussi mis sur pied à l’échelle du Québec.
Le réseau CDLS-CLS vise à créer une synergie entre ses membres pour promouvoir la science et la technologie. Leurs échanges permettent la concertation pour développer, partager et offrir les Programmes réseau dans toutes les régions du Québec. Le Réseau favorise l’évolution d’une vision commune et l’émergence de projets novateurs. 